# Občina Mirna
Občina Mirna je jednou z 212 občin ve Slovinsku. Rozkládá se v Jihovýchodním slovinském regionu a je jednou z 21 občin tohoto regionu. Její rozloha je 31,3 km² a v lednu 2014 zde žilo 2554 lidí. Správním centrem občiny je vesnice Mirna. V občině je celkem 22 vesnic.

## Poloha, popis
Sousedními občinam jsou: Litija na severu, Šentrupert na severovýchodě, Mokronog-Trebelno na východě, Trebnje na jihu a na západě.

## Vesnice v občině
Brezovica pri Mirni, Cirnik, Debenec, Glinek, Gomila, Gorenja vas pri Mirni, Migolica, Migolska Gora, Mirna, Praprotnica, Ravne, Sajenice, Selo pri Mirni, Selska Gora, Stan, Stara Gora, Ševnica, Škrjanče, Trbinc, Volčje Njive, Zabrdje, Zagorica.